# 塩湯真弓
塩湯 真弓（しおゆ まゆみ、1973年3月2日 - ）は、大阪府出身の女優、声優、ナレーター。豪勢堂所属。

## 人物
かつては劇団M.O.P.に所属していた。
身長164cm。
趣味はヨガ、料理。特技は活舌のいい早口。

## 出演作品

### 舞台
- 劇団M.O.P.
  - さらば八月のうた
  - 阿片と拳銃
  - エンジェル・アイズ
  - ズビズビ。
  - 水平線ホテル
  - 虚飾の町に別れのキスを（黒いハンカチーフ・L.A.バージョン）
  - オールディーズ・バット・コールディーズ
  - ジンジャーブレッド・レディはなぜアル中になったのか
  - 黒いハンカチーフ
  - サニー・サイド・ウォーク
  - 最初の嘘と最後の秘密
  - KANOKO
  - ラヴィアンローズ・スイート
  - 青猫物語
  - 夏のランナー
  - 1862上海大冒険
- 松竹座
  - ナツひとり -届かなかった手紙-
  - マリー・アントワネット
- 怒涛
- らくだ工務店
  - だるまさん、ころんだ
  - キャベツと日和
- MOBO Presents
  - Torys!
  - 蘭字事始
- 劇団桃唄309「ダイビング・サンダー」
- 転球劇場「サル」
- リリパット・アーミー「破天鬼」
- 土田英生セレクションvol.2「燕のいる駅」
- 京都府立文化芸術会館主催公演「家を出た」
- 青年団+月の岬プロジェクト「月の岬」
- 上岡演劇祭「けっこん忠臣蔵」
- GSDドラマリーディング
  - 不測の神々
  - 風の通る場所
  - 帰りたいうちに
- 東京国際芸術祭 リージョナルシアター・シリーズ
  - 美しきものの伝説
  - 静物たちの遊泳
  - ロン通り十三番地

### テレビドラマ
- 爆竜戦隊アバレンジャー 第18話「誰だ? アバレキラーだ!」、第20話「キラーオー、アバレ初め!」（2003年、テレビ朝日） - 看護師
- 火曜サスペンス劇場 / 容疑者（2005年、日本テレビ） - 看護師

### テレビ番組
- 無意味良品（2004年、BSフジ） - マミ（声）
- キムサウンドストーリー（2006年、GYAO!） - マミ（声）
- 終わり人間ドイドイ（ケーブルテレビ） - 主人公：みかん

### テレビCM
- ライオン
- NTT西日本
- 山之内製薬
- 大京
- スポーツ振興くじ
- TOTO
- エースコック
- ディジット

### ラジオCM
- フォルクスワーゲン
- 日本コカ・コーラ ジョージア
- NTT西日本
- マルハニチロ
- コーセー
- アクサ生命保険
- パナソニック
- 常盤薬品工業
- 資生堂
- イーネット
- JAL
- 大塚製薬
- DHC
- KDDI
- サントリー
- 小学館

### ラジオドラマ
- FMシアター（NHK-FM放送）
  - 夜の灯 - 川端真理
  - 落下傘 - ナツコ
  - そのテーブルの苦い二人 - 成田
  - 紅葉山通り - ササキヒロコ
  - パパ友・センチメンタルの会 - 女性店員
  - 黄昏研修 - 深夜放送DJ
- 青春アドベンチャー（NHK-FM放送）
  - 645～大化の改新・青春記～ - 鏡
  - スウィート・アンダー・グラウンド - クォーツ
  - 踊る21世紀 Part2

### ゲーム
- Wii WE LOVE GOLF!（2007年、カプコン・キャメロット）

### ナレーション
テレビ
- ザ・ベストハウス123（フジテレビ）
- ファミリー探検隊（フジテレビ）

テレビCM
- 大塚食品
- ミスタードーナツ

WEB
- すかいらーく、ガスト 「チーズinハンバーグ」 - ナレーション